# Taka Bone Rate
Taka Bone Rate ist ein maritimer indonesischer Nationalpark in der Bandasee (gemäß Definition der IHO), südlich von Sulawesi (nach anderer Definition bereits in der Floressee). Verwaltungsmäßig gehört er zum Regierungsbezirk Salajarinseln, Provinz Südsulawesi. Er enthält 15 Inseln und das drittgrößte Atoll der Welt mit 2200 km² Fläche. Der 2001 gegründete Nationalpark ist 5307 km² groß. Taka Bone Rate ist auch ein Tauchgebiet.
Am 2. Juli 2005 wurde Taka Bone Rate auf die Tentativliste für das Welterbe in Indonesien gesetzt.